# Demotică (egipteană)

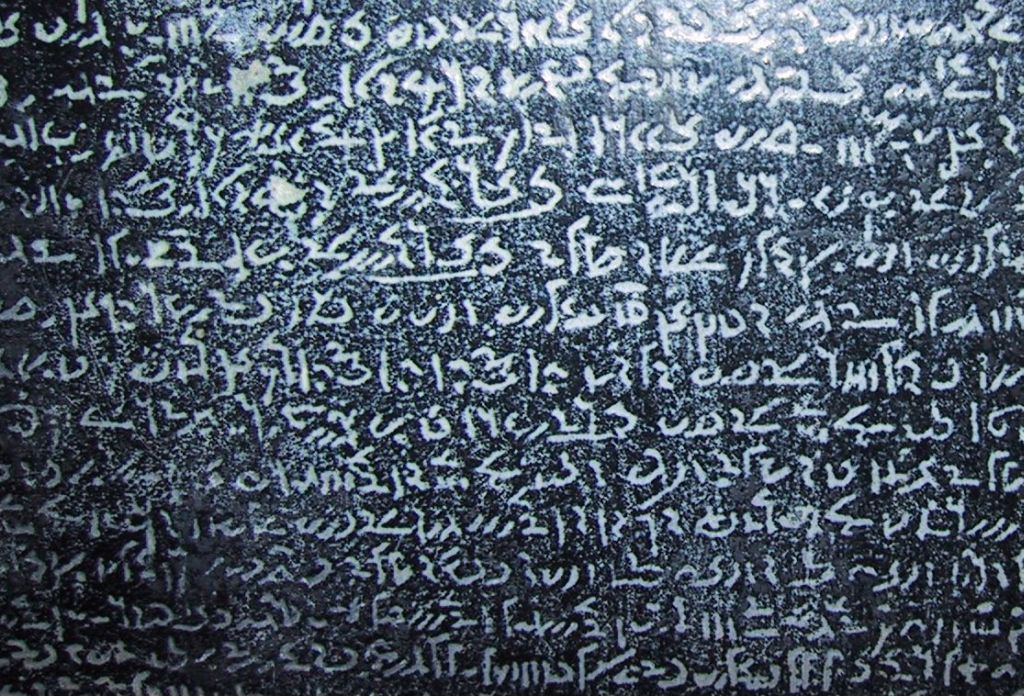
Textul în demotică de pe Stela Rosetta

Demotica (din greacă: δημοτικός dēmotikós, "popular") era o formă de scriere în limba egipteană. Aceasta era folosită doar în documente particulare dar în cele din urmă s-a impus în scrierea oficială și în toate domeniile vieții civile, fiind forma obișnuită de scriere în perioada ptolemaică și romană. Piatra din Rosetta care a fost folosită la descifrarea hieroglifelor conține același text în demotică, hieroglifică și în greacă.
Demotica a înlocuit vechea scriere „hieratică”, fiind o formă mai cursivă și mai simplificată a acesteia. Demotica  a fost limbă vorbită în vechiul Egipt înainte de limba coptă.